# Medinaceli
Medinaceli è un comune spagnolo di 737 abitanti situato nella comunità autonoma di Castiglia e León, capoluogo della comarca Tierra de Medinaceli.
Antico borgo della potente famiglia dei duchi di Medinaceli, è posto alla confluenza delle valli del Jalon e dell'Arbujuelo, su un'altura a 1253 metri di altitudine all'estremità sud-est della provincia di Soria nel panorama piatto e uniforme della Meseta castigliana a 150 km da Madrid.
La sua economia è basata sulla coltura estensiva dei cereali e sull'allevamento del bestiame.
Il toponimo deriva dall'arabo Madinat Sālim ('città di Sālim').
La piazza principale della città fu ambientazione del film Giù la testa, del 1971, diretto da Sergio Leone.

## Storia
Il paese è identificato con la Ocillis dei Celtiberi, ai quali subentrarono i Romani, dei quali si hanno diversi resti architettonici, come l'arco romano dell'epoca di Domiziano e la canalizzazione che ancora oggi porta acqua a una fontana del paese. I Romani inoltre iniziarono lo sfruttamento delle miniere di salgemma, proseguito fino all'epoca contemporanea. Della dominazione visigota non si hanno tracce monumentali, di quella araba si hanno dei resti come quelli dell'Alcazaba su cui fu poi costruito un castello i resti del quale sono oggi utilizzati come cimitero. Si dice che nel 1002 nell'Alcazaba morì il reggente di Hisham II, Almanzor, in ritirata dopo la battaglia persa a Calatañazor, Medinaceli era infatti sulla linea di confine fra musulmani e cristiani e ne subì le conseguenze. Gli Arabi costruirono una parte delle mura che restano ancor oggi visibili.

Passata definitivamente sotto il controllo della monarchia di Castiglia, seguì le sorti della successione ad Alfonso X. Gli "Infantes de la Cerda" erano figli di Ferdinando de la Cerda, erede al trono di Alfonso X, che premorì al padre. La qualifica di successore reale doveva essere riconosciuta al maggiore degli Infanti della Cerda, Alfonso, ma, alla morte di Alfonso X, s'impossessò del regno il suo secondogenito maschio Sancho IV.

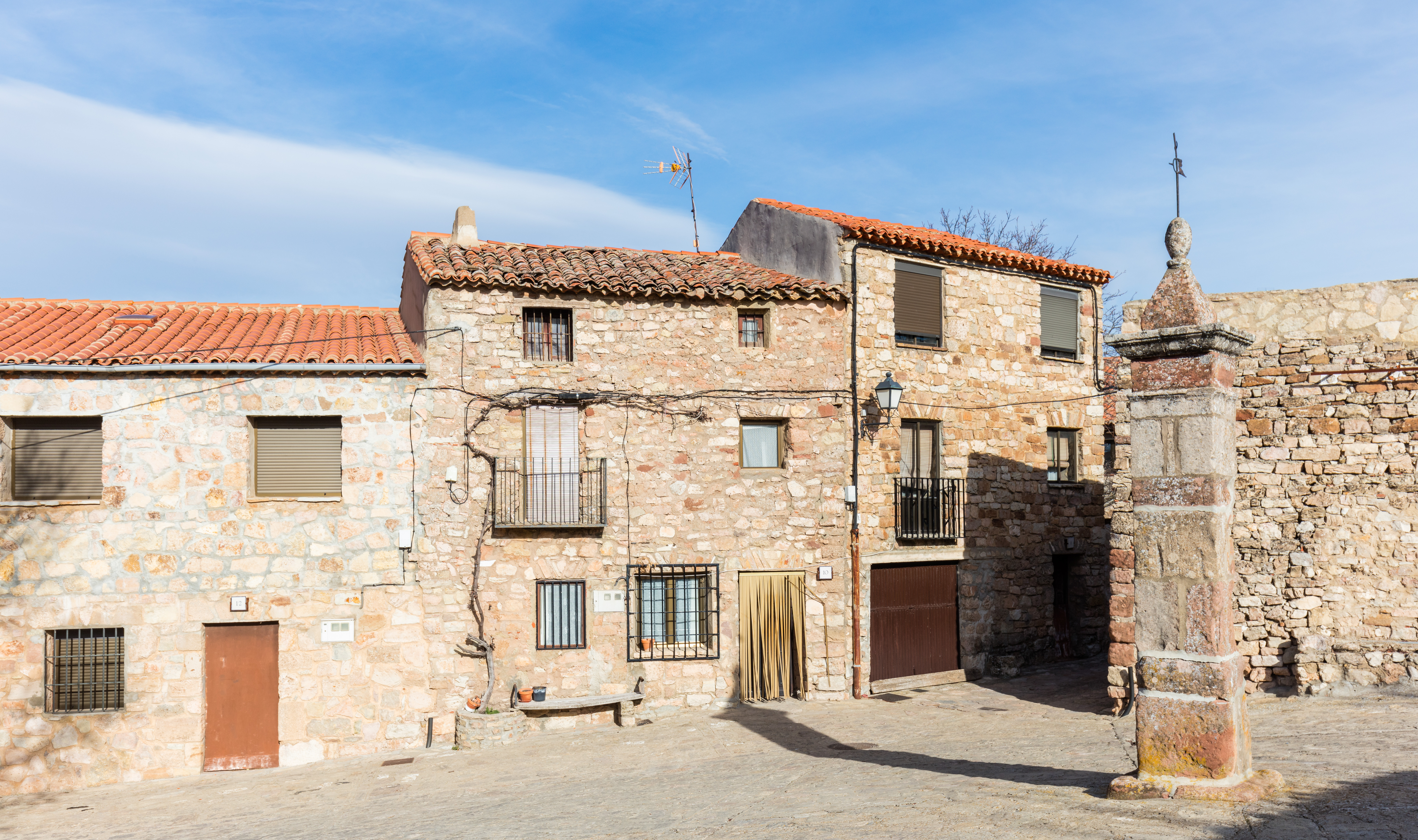
Strada.

Nacque così la questione dinastica che creò la controversia fra la monarchia e i della Cerda che terminò solo nel XIV secolo con l'assegnazione ai della Cerda della contea di Medinaceli, che più tardi i Re Cattolici trasformarono in ducato. I duchi nei secoli successivi accrebbero la loro potenza e ricchezza e nel XVI secolo costruirono il loro palazzo ducale a Medinaceli.
La crisi dell'agricoltura latifondista monocolturale cerealicola del secolo precedente determinò l'abbandono del paese da parte di diversi abitanti verso altre località spagnole o estere che offrivano lavori meglio retribuiti, con conseguente deterioramento dell'assetto urbano. In questi ultimi anni però si è provveduto al restauro del borgo, salvando dalla rovina totale i suoi monumenti.

## Monumenti

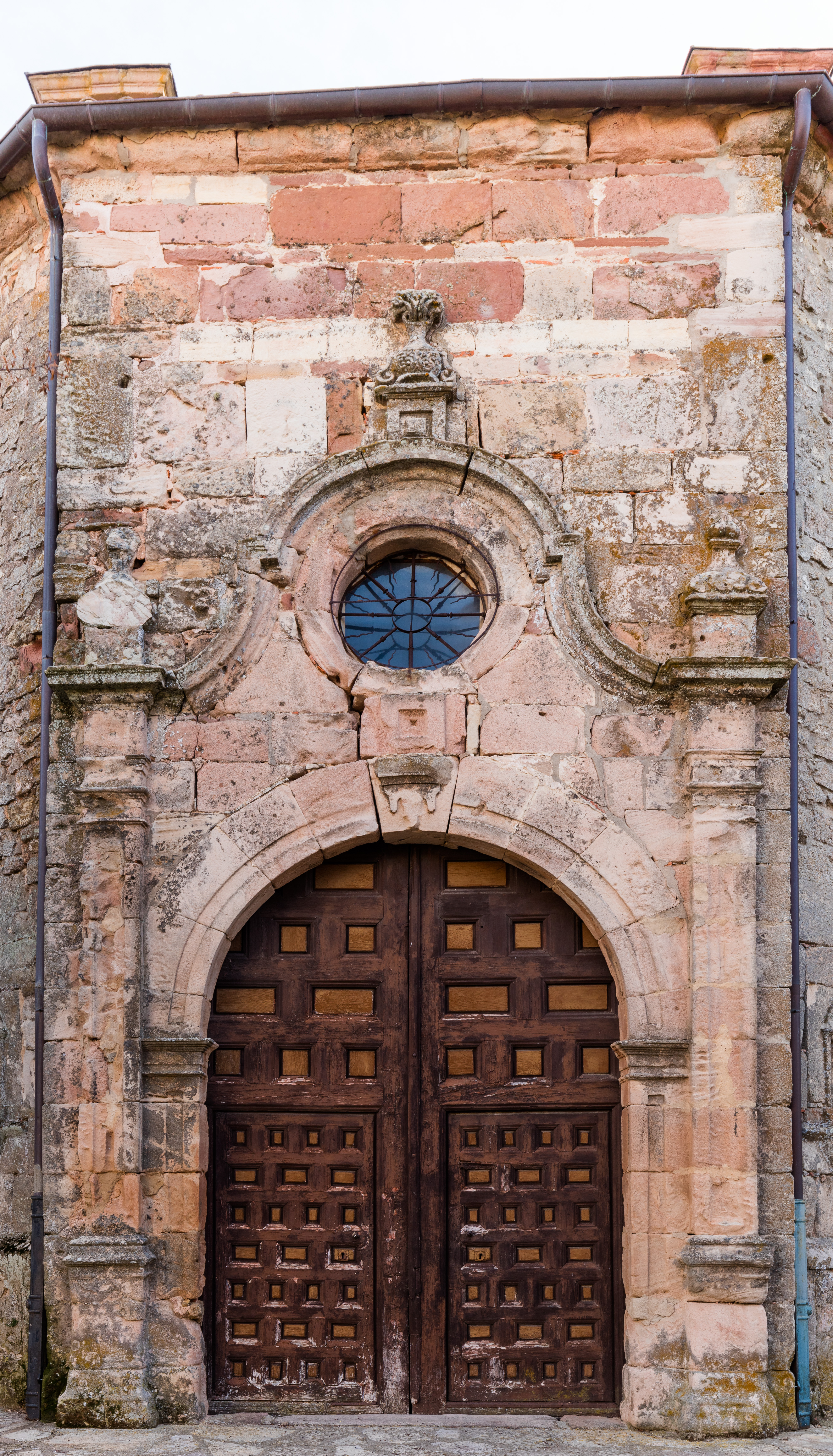
Colegiata

Sono molti i monumenti notevoli come: l'Arco romano a tre fornici risalente al II secolo, il Convento di Santa Isabel del 1528, la chiesa di San Román del 1558, di origine non cristiana, non si sa se sinagoga o moschea, il Palacio Ducál del XVI secolo, la Collegiata di Nuestra Seňora de l'Asunción, le Mura con la Porta araba, il Nevero Medieval costruzione seminterrata che, riempita di neve pressata in inverno, serviva da ghiacciaia per mantenere in fresco e conservare gli alimenti nella stagione calda.

## Dintorni
A 27 km percorrendo una regione di interessanti formazioni rocciose di colore rosso scavate dal fiume Jalon: Santa María de Huerta e a 20 km Arcos de Jalón con le rovine di un castello. A 39 km Sigüenza.

## Feste
El toro Jubilo che si svolge in una notte di novembre di ogni anno. È la festa del "toro di fuoco" di origine pagana comune a molte località spagnole dove, però, per evitare la crudeltà sul povero animale che comporta la festa e le conseguenti proteste degli animalisti, negli ultimi anni si è sostituito l'animale con un toro meccanico, robot che di vero ha solo la 
testa del toro a cui vengono attaccati petardi e fuochi artificiali. Qua invece la tradizione è fedelmente rispettata: alle corna di un toro vi vengono attaccate con la pece delle palle accese e l'animale è lasciato libero di correre a zigzag  per le vie cittadine  cercando di liberarsi dalla pece bollente fusa dal fuoco che gli scivola sul corpo causando dei forti dolori e dovendo evitare i fuochi accesi qua e là sul sulle strade. Alla fine il toro è ucciso. Un'altra festa si  svolge l'11 novembre in onore dei Cuerpos Santos martirizzati in Africa le cui reliquie, secondo la leggenda, sarebbero giunte in Spagna portate da un cammello volante.